# Utair
Utair (рус. ОАО «Авиакомпания Ютэйр») пета је по величини по броју путника авиокомпанија у Русији са седиштем у Сургуту . 

## Историја
Авио-компанија је основана 1991. године као Tyumenaviatrans Aviation  а проистекла из огранка  Аерофлота у Тјумену.  
2003. - име је промењено у садашње. 
2006 - Utair је прва у Русији почела са продајом електронских карата. 
2008 - Utair је постао члан Међународног удружења за ваздушни саобраћај (IATA). 
2013 - авиони Utair  групације превезли су више од 10 милиона путника. 
2015 - реструктурирање компаније и оптимизација ваздушне флоте.     
2017. - лого је ребрандиран, а флота авиона је редизајнирана.

## Одредишта
Utair има густу мрежу редовних и чартер летова за одредишта унутар Русије, као и летове ка Европи и централној Азији . Компанија је такође, лидер у промету терета, нарочито у Сибиру. Чворишта у Русији су пре свега аеродроми Москва-Внуково, Тјумењ, Сургут, Уфа и Краснодар .  